# غوتسو (شيمانه)
مدينة غوتسو (بالإنجليزية: Gōtsu)‏ هي أحد المدن التابعة لمحافظة شيمانه. تأسست رسميًا في 01/04/1954. ويقدر عدد سكانها بـ 26958 نسمة حسب تقدير مكتب الإحصاء الياباني لعام 2012. تبلغ مساحة غوتسو 268.51 كم2. بكثافة سكانية تبلغ 100 نسمة/كم2.

## توأمة
لغوتسو (شيمانه) اتفاقيات توأمة مع:
- كورونا

## أعلام
- توشيو شيمادا
- تسوباسا أويا

## روابط خارجية
- الموقع الرسمي لمدينة غوتسو
- مكتب الإحصاءات البريطاني